# Діярбакир (провінція)
Діярбакир (тур. Diyarbakır) — провінція в Туреччині, розташована на півдні країни. Столиця — місто Діярбакир.  
Населення провінції становить 1 494 321 жителів (дані на 2007 рік). Більшість населення складають курди. До Першої світової війни до 30% населення становили християни - вірмени і арамеї. Провінція складається з 14 районів. 

## Особистості
- Хюсеїн Тутал — курдський співак-данбеж.

| Туреччина | Це незавершена стаття з географії Туреччини. Ви можете допомогти проєкту, виправивши або дописавши її. |